# Helgreelia parkeri
Helgreelia parkeri är en tvåvingeart som beskrevs av Stephen D. Gaimari 2007. Helgreelia parkeri ingår i släktet Helgreelia och familjen tickflugor.
Artens utbredningsområde är Costa Rica. Inga underarter finns listade i Catalogue of Life.